# Titularbistum Halicarnassus
Halicarnassus (ital.: Alicarnasso) ist ein Titularbistum der römisch-katholischen Kirche. 
Es geht zurück auf einen untergegangenen Bischofssitz in der antiken Stadt Halikarnassos in der kleinasiatischen Landschaft Karien. Der Bischofssitz war der Kirchenprovinz Stauropolis zugeordnet.
| Titularbischöfe von Halicarnassus |                                         | |                  |                    |
| Nr.                               | Name                                    | Amt | von              | bis                |
| 1                                 | Élzéar François des Achards de La Baume | | 31. Juli 1726    | 2. April 1741      |
| 2                                 | Louis-Charles-Auguste Hébert MEP        | Apostolischer Koadjutorvikar von Verapoly Apostolischer Vikar von Verapoly Apostolischer Vikar von Madurai (Indien) | 6. Juli 1806     | 3. Oktober 1836    |
| 3                                 | Nikolaus Adames                         | Apostolischer Vikar von Luxemburg (Luxemburg)                                                                       | 27. März 1863    | 27. September 1870 |
| 4                                 | Ezechias Banci OFM                      | Apostolischer Koadjutorvikar von Hunan Apostolischer Vikar von Nordwest-Hubei (China)                               | 6. Mai 1871      | 8. Oktober 1903    |
| 5                                 | Carlo Giuseppe Cecchini OP              | | 27. Januar 1904  | 4. Dezember 1909   |
| 6                                 | Thomas Francis Doran                    | Weihbischof in Providence (USA)                                                                                     | 26. Februar 1915 | 3. Januar 1916     |
| 7                                 | Stanisław Gall                          | Weihbischof in Warschau Militärbischof der Polnischen Streitkräfte (Polen)                                          | 29. Juli 1918    | 16. Februar 1933   |
| 8                                 | Leopoldo Lara y Torres                  | emeritierter Bischof von Tacámbaro (Mexiko)                                                                         | 18. April 1933   | 30. November 1939  |
| 9                                 | William Charles Quinn CM                | Apostolischer Vikar von Yükiang (China)                                                                             | 28. Mai 1940     | 11. April 1946     |
| 10                                | Bernard James Sullivan SJ               | emeritierter Bischof von Patna (Indien)                                                                             | 6. Juni 1946     | 16. Mai 1970       |